# Kevin Mbabu
Melingo Kevin Mbabu (Chêne-Bougeries, 19 april 1995) is een Zwitsers voetballer die doorgaans speelt als rechtsback. In augustus 2024 verruilde hij Fulham voor FC Midtjylland. Mbabu maakte in 2018 zijn debuut in het Zwitsers voetbalelftal.

## Clubcarrière
Mbabu speelde in de jeugdopleiding van Servette en maakte ook zijn debuut bij die club. Op 26 september 2012 werd met 0–1 verloren van Lausanne Sport en de verdediger mocht na zesenzestig minuten invallen. Bij deze ene wedstrijd zou het blijven in dienst van Servette. In januari 2013 nam Newcastle United de Zwitser over voor circa één miljoen euro. De tweede helft van het seizoen 2014/15 bracht Mbabu door op huurbasis bij Rangers. In Schotland kwam hij niet aan spelen toe en zat ook geen enkele keer op de reservebank. Vanaf maart trainde hij in Glasgow bij het tweede elftal. Na zijn terugkeer bij Newcastle leek Mbabu opnieuw verhuurd te worden, maar onder coach Steve McClaren kwam hij tot vijf wedstrijden in het eerste elftal. Aan het einde van het seizoen 2015/16 werd zijn verbintenis met twee seizoenen verlengd.
Die zomer keerde de rechtsback terug naar Zwitserland, nadat Young Boys hem op huurbasis overnam. De Zwitser verkaste na deze verhuurperiode definitief naar Young Boys, waar hij zijn handtekening zette onder een verbintenis voor de duur van drie seizoenen. In het seizoen 2017/18 werd Young Boys landskampioen. Mbabu speelde in tweeëndertig van de zesendertig wedstrijden mee. Het jaar erop prolongeerde Young Boys de landstitel. Hierna verkaste Mbabu voor circa negen miljoen euro naar VfL Wolfsburg. In Duitsland kreeg hij een contract voor vier jaar.
Na drie seizoenen, waarin hij schommelde tussen bank en basis, verkaste de rechtsback voor circa vijfenhalf miljoen euro naar het naar de Premier League gepromoveerde Fulham. Hij tekende voor drie seizoenen met een optie op een jaar extra in Londen. Bij zijn nieuwe club verloor hij de concurrentiestrijd van Kenny Tete en in de winterstop huurde zijn oude club Servette hem tot het einde van het seizoen. Na een seizoen in Zwitserland keerde Mbabu terug naar de Bundesliga, waar hij een jaar op huurbasis voor FC Augsburg ging spelen. Na deze verhuurperiode mocht Mbabu definitief vertrekken bij Fulham, waarop hij voor twee jaar tekende bij FC Midtjylland.

## Clubstatistieken
| Seizoen | Club             | Competitie     | Competitie | Competitie | Beker | Beker | Internationaal | Internationaal | Totaal | Totaal |
| Seizoen | Club             | Competitie     | Wed.       | Dlp.       | Wed.  | Dlp.  | Wed.           | Dlp.           | Wed.   | Dlp.   |
| ------- | ---------------- | -------------- | ---------- | ---------- | ----- | ----- | -------------- | -------------- | ------ | ------ |
| 2012/13 | Servette         | Super League   | 1          | 0          | 0     | 0     | —              | —              | 1      | 0      |
| 2013/14 | Newcastle United | Premier League | 0          | 0          | 0     | 0     | —              | —              | 0      | 0      |
| 2014/15 | Newcastle United | Premier League | 0          | 0          | 0     | 0     | —              | —              | 0      | 0      |
| 2014/15 | → Rangers        | Championship   | 0          | 0          | 0     | 0     | —              | —              | 0      | 0      |
| 2015/16 | Newcastle United | Premier League | 3          | 0          | 2     | 0     | —              | —              | 5      | 0      |
| 2016/17 | → Young Boys     | Super League   | 21         | 1          | 2     | 1     | 1              | 0              | 24     | 2      |
| 2017/18 | Young Boys       | Super League   | 32         | 2          | 2     | 0     | 10             | 0              | 44     | 0      |
| 2018/19 | Young Boys       | Super League   | 24         | 0          | 1     | 0     | 7              | 1              | 32     | 1      |
| 2019/20 | VfL Wolfsburg    | Bundesliga     | 20         | 3          | 2     | 0     | 5              | 0              | 27     | 3      |
| 2020/21 | VfL Wolfsburg    | Bundesliga     | 22         | 0          | 2     | 0     | 0              | 0              | 24     | 0      |
| 2021/22 | VfL Wolfsburg    | Bundesliga     | 24         | 0          | 1     | 0     | 6              | 0              | 31     | 0      |
| 2022/23 | Fulham           | Premier League | 6          | 0          | 1     | 0     | —              | —              | 7      | 0      |
| 2022/23 | → Servette       | Super League   | 16         | 0          | 1     | 0     | —              | —              | 17     | 0      |
| 2023/24 | → FC Augsburg    | Bundesliga     | 25         | 0          | 0     | 0     | —              | —              | 25     | 0      |
| 2024/25 | FC Midtjylland   | Superligaen    | 0          | 0          | 0     | 0     | 0              | 0              | 0      | 0      |
| Totaal  | Totaal           | Totaal         | 194        | 6          | 14    | 1     | 29             | 1              | 237    | 8      |

Bijgewerkt op 11 september 2024.

## Interlandcarrière
Mbabu werd in mei 2018 door bondscoach Vladimir Petković opgenomen in de voorselectie van 35 spelers van Zwitserland voor het WK in Rusland. Later die maand werd de voorselectie ingekrompen en vielen negen spelers af, waaronder Mbabu. De rechtsback maakte op 8 september 2018 zijn debuut in de nationale ploeg, toen tijdens de Nations League gespeeld werd tegen IJsland. Door doelpunten van Steven Zuber, Denis Zakaria, Xherdan Shaqiri, Haris Seferović, Albian Ajeti en Admir Mehmedi won Zwitserland met 6–0. Mbabu mocht van Petković in de basis beginnen en speelde de hele wedstrijd mee. De andere debutanten dit duel waren Djibril Sow (eveneens Young Boys) en Ajeti (FC Basel).
Mbabu werd in mei 2021 door Petković opgenomen in de Zwitserse selectie voor het uitgestelde EK 2020. Op dit toernooi werd Zwitserland na strafschoppen uitgeschakeld door Spanje in de kwartfinales. Eerder was op die manier juist gewonnen van Frankrijk. In de groepsfase werd gelijkgespeeld tegen Wales (1–1), verloren van Italië (3–0) en gewonnen van Turkije (3–1). Mbabu speelde in alle vijf wedstrijden mee. Zijn toenmalige teamgenoten Admir Mehmedi (eveneens Zwitserland), Pavao Pervan, Xaver Schlager (beiden Oostenrijk), Wout Weghorst (Nederland) en Josip Brekalo (Kroatië) waren ook actief op het EK.
Bondscoach Murat Yakin nam Mbabu in mei 2024 op in zijn voorselectie voor het EK 2024 in Duitsland. Hij was echter een van de afvallers voor het bekendmaken van de definitieve selectie.
| Interlands van Kevin Mbabu voor Zwitserland | Interlands van Kevin Mbabu voor Zwitserland | Interlands van Kevin Mbabu voor Zwitserland | Interlands van Kevin Mbabu voor Zwitserland | Interlands van Kevin Mbabu voor Zwitserland | Interlands van Kevin Mbabu voor Zwitserland |
| №                                           | Datum                                       | Wedstrijd                                   | Uitslag                                     | Competitie                                  | Goals                                       |
| Als speler bij Young Boys                   | Als speler bij Young Boys                   | Als speler bij Young Boys                   | Als speler bij Young Boys                   | Als speler bij Young Boys                   | Als speler bij Young Boys                   |
| ------------------------------------------- | ------------------------------------------- | ------------------------------------------- | ------------------------------------------- | ------------------------------------------- | ------------------------------------------- |
| 1                                           | 8 september 2018                            | Zwitserland – IJsland                       | 6 – 0                                       | Nations League 2018/19                      |                                             |
| 2                                           | 14 november 2018                            | Zwitserland – Qatar                         | 0 – 1                                       | Vriendschappelijk                           |                                             |
| 3                                           | 18 november 2018                            | Zwitserland – België                        | 5 – 2                                       | Nations League 2018/19                      |                                             |
| 4                                           | 26 maart 2019                               | Zwitserland – Denemarken                    | 3 – 3                                       | EK 2020 kwalificatie                        |                                             |
| 5                                           | 5 juni 2019                                 | Portugal – Zwitserland                      | 3 – 1                                       | Nations League 2018/19                      |                                             |
| 6                                           | 9 juni 2019                                 | Zwitserland – Engeland                      | 0 – 0                                       | Nations League 2018/19                      |                                             |
| Als speler bij VfL Wolfsburg                |                                             |                                             |                                             |                                             |                                             |
| 7                                           | 5 september 2019                            | Ierland – Zwitserland                       | 1 – 1                                       | EK 2020 kwalificatie                        |                                             |
| 8                                           | 12 oktober 2019                             | Denemarken – Zwitserland                    | 1 – 0                                       | EK 2020 kwalificatie                        |                                             |
| 9                                           | 3 september 2020                            | Oekraïne – Zwitserland                      | 2 – 1                                       | Nations League 2020/21                      |                                             |
| 10                                          | 25 maart 2021                               | Bulgarije – Zwitserland                     | 1 – 3                                       | WK 2022 kwalificatie                        |                                             |
| 11                                          | 31 maart 2021                               | Zwitserland – Finland                       | 3 – 2                                       | Vriendschappelijk                           |                                             |
| 12                                          | 3 juni 2021                                 | Zwitserland – Liechtenstein                 | 7 – 0                                       | Vriendschappelijk                           |                                             |
| 13                                          | 12 juni 2021                                | Wales – Zwitserland                         | 1 – 1                                       | EK 2020                                     |                                             |
| 14                                          | 16 juni 2021                                | Italië – Zwitserland                        | 3 – 0                                       | EK 2020                                     |                                             |
| 15                                          | 20 juni 2021                                | Zwitserland – Turkije                       | 3 – 1                                       | EK 2020                                     |                                             |
| 16                                          | 28 juni 2021                                | Frankrijk – Zwitserland                     | 3 – 3 (4 – 5 n.s.)                          | EK 2020                                     |                                             |
| 17                                          | 2 juli 2021                                 | Zwitserland – Spanje                        | 1 – 1 (1 – 3 n.s.)                          | EK 2020                                     |                                             |
| 18                                          | 9 oktober 2021                              | Zwitserland – Noord-Ierland                 | 2 – 0                                       | WK 2022 kwalificatie                        |                                             |
| 19                                          | 15 november 2021                            | Zwitserland – Bulgarije                     | 4 – 0                                       | WK 2022 kwalificatie                        |                                             |
| 20                                          | 26 maart 2022                               | Engeland – Zwitserland                      | 2 – 1                                       | Vriendschappelijk                           |                                             |
| 21                                          | 29 maart 2022                               | Zwitserland – Kosovo                        | 1 – 1                                       | Vriendschappelijk                           |                                             |
| 22                                          | 5 juni 2022                                 | Portugal – Zwitserland                      | 4 – 0                                       | Nations League 2022/23                      |                                             |
| Als speler bij FC Augsburg                  |                                             |                                             |                                             |                                             |                                             |
| 23                                          | 23 maart 2024                               | Denemarken – Zwitserland                    | 0 – 0                                       | Vriendschappelijk                           |                                             |
| 24                                          | 26 maart 2024                               | Ierland – Zwitserland                       | 0 – 1                                       | Vriendschappelijk                           |                                             |

Bijgewerkt op 11 september 2024.

## Erelijst
| Super League | 2 | 2017/18, 2018/19 |